# خانه نایب حسین کاشی
خانه نایب حسین کاشی مربوط به دوره قاجار است و در شهرستان کاشان، بخش نیاسر، دهستان نیاسر، روستای نشلج، میدان امام حسین (محله درب ده قدیم) واقع شده و این اثر در تاریخ ۲۸ اسفند ۱۳۸۵ با شمارهٔ ثبت ۱۸۷۷۶ به‌عنوان یکی از آثار ملی ایران به ثبت رسیده است.